# Nový Rychnov
Městys Nový Rychnov (německy Neu Reichenau) se nachází v okrese Pelhřimov v Kraji Vysočina. Žije zde 979 obyvatel.

## Historie
První písemná zmínka o obci pochází z roku 1352, kdy byl Rychnov součástí červenořečického panství v držení pražských biskupů. V roce 1454 jej dostal do zástavy Jindřich ze Stráže a po něm Leskovcové z Leskovce, kteří získali městečko do dědičného držení. Roku 1543 se Rychnov konstituoval jako samostatné panství, jehož držitelem byl Vlachyně z Leskovce, který nechal přebudovat rychnovskou tvrz na zámeček. Po jeho smrti se rychnovské a řečické panství znovu spojily v rukou Kryštofa z Leskovce. V roce 1596 se stali majiteli páni z Říčan a roku 1623 se vrátil zpět do rukou pražských arcibiskupů.
V roce 1850 se Rychnov stal samostatnou obcí v okrese Pelhřimov. Od 27. června 2008 je Nový Rychnov opět městysem.

## Školství
- Mateřská škola Nový Rychnov
- Základní škola Nový Rychnov

## Pamětihodnosti
- Zámek Nový Rychnov
- Kostel Nanebevzetí Panny Marie
- Socha svatého Jana Nepomuckého
- Kašna na náměstí
- Fara
- Boží muka
- Kolomazní kámen

## Významní rodáci
- Vilém Pospíšil, národohospodář, první guvernér ČNB
- Josef Pech, politik, starosta Nového Rychnova a poslanec zemského sněmu

## Zajímavosti
- Na náměstí před zámkem se natáčel film Smuteční slavnost.
- Místní lékař MUDr. Robert Moudr se stal předlohou pro postavu doktora Karla Skružného v podání Rudolfa Hrušínského staršího k filmu Vesničko má středisková režiséra Jiřího Menzela a scenáristy Zdeňka Svěráka.[zdroj?]

## Části obce
- Nový Rychnov
- Čejkov
- Chaloupky
- Křemešník
- Řeženčice
- Sázava
- Trsov